# Ходоровські

Варіант гербу Ходорівських — Корчак

Ходорівські, також Ходоровські (пол. Chodorowscy) — спольщений руський боярський (шляхетський) рід часів Королівства Ягеллонів, Речі Посполитої. Герб роду — Корчак. Прізвище походить від назви поселення Ходоростав (тепер Ходорів Львівської области). Представники роду шлюбами були пов'язані з Бучацькими, Вишневецькими, Яблоновськими та іншими. Певний час представники роду були власниками Будзанова, Зарваниці.
Володимир Пшик припускав, що рід міг походити від боярина Василя Волчковича (сина Вовчка з Дроговижу), згаданого в документах за 1376—1392 роки, зокрема, свідком в грамоті короля Ягайла для галицького воєводи Бенедикта. Василь Волчкович, можливо, син «Влочконе з Дроговижа» — свідка з грамот польських королів.

## Представники

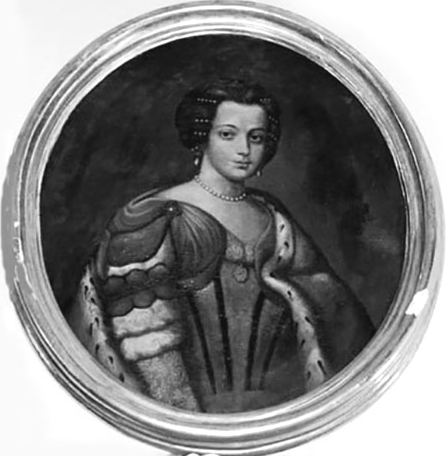
Анна Ходоровська-Дольська

- Василь Волчкович, дружина — Барбара
  - Дмитро Волчкович, його опікуном у дитинстві був Дмитро з Острова; надав село Ганачів львівським францисканцям як плату за відправлення ними Богослужінь за душі батьків
    - Іван
    - Юрій (Юрша)

За даними Бартоша Папроцького, було троє рідних братів: Щенсний (Фелікс, по ньому залишилося три сини: галицький хорунжий Микола; Симон, дружиною якого була Будзановська; Іван (Ян), його дружиною була Анна Претвичівна, дочка Бернарда).
- Дмитро з Ходороставу та Берездівців — львівський стольник у 1435—1441 роках[5]
- Дмитро з Ходороставу — зять старости, каштеляна перемиського Якуба Конецпольського (†1480);[6] до нього належав Малехів у 1489 році[7]
- Станіслав з Ходороставу — зять Теодорика Бучацького-Язловецького[8], згаданий, зокрема, в «Актах гродських і земських» 29 березня 1451 як брат Юрші[9]
- Юрша з Ходороставу — староста стрийський, долинський, жидачівський, чоловік Анни з Тарлів, зять стрийського старости Закліки з Щекаровичів (†1465/1466)[10]
- Іван (або Іван з Ходороставу) — 1468 року як власник поселення заснував у Журавному на площі ринок римо-католицьку парафію.
- Христофор Станіслав — стольник львівський, вінницький староста, шваґро Станіслава Яна Яблоновського[11]
- ?. Ходоровський — чоловік Сеніцької, другий її чоловік — Войцех Каменецький[12]
- Олександр Стефан — підкоморій львівський, вінницький староста
- Анна з Ходоровських Вишневецька (Дольська, 1661/1663—6.5.1711, Львів[13]) — друга дружина князя Константія Кшиштофа (Костянтина Христофора) Вишневецького (власника (або співвласника) Білого Каменю (тепер Золочівського району)), мати Януша Антонія Вишневецького, вдруге у шлюбі з великим маршалком литовським Яном Каролем Дольським. На початку XVIII ст., на її прохання, за дозволом львівського латинського архиєпископа Константія Зелінського до Білого Каменю приїхали монахи-тринітарії (латинського обряду). Мала бути (не була з певних причин) фундаторкою кляштору тринітаріїв в Білому Камені[14]
- Гектор, 1462 року загинув у битві з тевтонцями (твердження Ш. Окольського, який також вказував, що цей Гектор був з «дому» Брогів гербу Лещиць)[3]
- Симон — стольник львівський, жив у II-й половині XVI ст., був одружений з Ельжбетою Тарановською — представницею роду Тарановських (тодішніх власників Будзанова[1])
- Лука — 1614 року був співвласником Будзанова[15]
- Симон — 1625 року був співвласником Будзанова[15]
- Ян (зять Бернарда Претвича) та Марцін Ходоровські — власники Будзанова; на початку XVII ст. в Будзанові завдяки їх сприянню було збудовано мурований замок замість дерев'яного. 1630 року: формально відновили фундацію римокатолицької парафії в Буданові, ймовірно, за їх сприяння було збудовано дерев'яний костел в містечку; 1631 року продали місто із замком, їхніми околишніми селами Александру Сененському[15]
- Катерина — дружина Яна Гумницького гербу Гоздава, сина Рафала[16]
- Катерина — друга дружина чернігівського воєводи Пйотра Яна Потоцького[17] (сина Павела Потоцького).
- Варвара з Ходоровських Збаразька — дружина князя Костянтина Збаразького (помер перед 1608)[18]